# Rákóczi tér
Rákóczi tér est une place située dans le quartier de Csarnok, dans le 8e arrondissement de Budapest. Il s'agit d'une esplanade sur laquelle prend place les Grandes halles du même nom. La station Rákóczi tér de la ligne   du métro de Budapest s'y construit, à proximité du Nagykörút.
Rákóczi tér est connu des Budapestois comme l'ancien haut lieu de la prostitution dans la capitale hongroise.